# Tylldal
Tylldal is een plaats in de Noorse gemeente Tynset in Innlandet. Het dorp ligt aan riksvei 30 in het zuiden van de gemeente. Tylldal heeft een houten kerk uit 1736.